# Armin zur Lippe-Weißenfeld
Armin Graf zur Lippe-Weißenfeld (* 15. Oktober 1825 in Oberlößnitz, heute Radebeul; † 21. April 1899 in Oberschönfeld bei Bunzlau, Schlesien; auch: Arminius zur Lippe-Biesterfeld-Weissenfeld und Armin zur Lippe-Weißenfels) war ein deutscher Gutsbesitzer, Agrarwissenschaftler und Reichstagsabgeordneter. Er lehrte als ordentlicher Professor an der Universität Rostock und publizierte zahlreiche Bücher und Schriften über fast alle Gebiete der Landwirtschaft.

## Leben und Wirken
Armin zur Lippe-Weißenfeld studierte seit 1847 Nationalökonomie und Landwirtschaft an der Universität Jena, war dann dreizehn Jahre als Gutsverwalter und später als Landwirt auf einem eigenen Gut bei Dresden tätig. Hier in Sachsen engagierte er sich im landwirtschaftlichen Vereinswesen. Durch Vorträge versuchte er das Fachwissen der Landwirte zu verbessern. Diesem Ziel dienten auch zahlreiche Publikationen, u. a. sein Buch Landwirthschaftliche Briefe (1861). 1866 verkaufte er sein Gut und zog nach Dresden, wo er sich hauptberuflich in landwirtschaftlichen Vereinen und als Fachautor betätigte.
Im Jahr 1867 war er Abgeordneter im Reichstag für den 19. Wahlkreis des Königreichs Sachsen.
1872 folgte Lippe-Weißenfeld einem Ruf als ordentlicher Professor für Landwirtschaft an die Universität Rostock. In seinen Vorlesungen behandelte er das Gesamtgebiet der Landwirtschaftslehre. Auch in Mecklenburg galt sein Interesse dem landwirtschaftlichen Vereinswesen. 1872 gründete er einen „Landwirthschaftlichen Verein für kleinere Landwirthe“ und 1873 das „Landwirthschaftliche Vereinsblatt“ für kleine Landwirte. Maßgebend war er beteiligt an der Gründung einer landwirtschaftlichen Versuchsstation in Rostock (1875) und einer Molkereiversuchsstation (1876). Aus gesundheitlichen Gründen gab er 1879 sein Professorenamt auf. Seitdem lebte er auf einem von ihm angekauften Rittergut in Oberschönfeld bei Bunzlau. Dort war er auch weiterhin schriftstellerisch tätig.
Lippe-Weißenfeld ist Autor von zahlreichen Büchern und Schriften. Das Themenspektrum umfasst alle Kernbereiche der Landwirtschaftslehre: Pflanzenbau, Tierzucht und Agrarökonomie. Aber auch agrarpolitische und agrarsoziale Probleme in der Landwirtschaft hat er behandelt und zu aktuellen Tagesfragen kritisch Stellung bezogen. Beachtenswert ist der von ihm herausgegebene Sammelband mit eigenen Vorträgen und Abhandlungen, den er 1879 unter dem Titel Für die Praxis veröffentlichte. Lippe-Weißenfeld redigierte mehrere landwirtschaftliche Vereinszeitschriften.

## Hauptwerke
- Die vollständige Schweinezucht. Ein zweckmäßiges, belehrendes Handbuch für Gutsbesitzer etc. …. Reichenbach’sche Buchhandlung, Leipzig 1853. – 2. Aufl. unter dem Titel Schweinezucht. Vollständig neubearbeitet von Fr. Dettweiler. Ebd. Leipzig 1909.
- Landwirthschaftliche Buchhaltung. Verlag Otto Wigand, Leipzig 1858.
- Landwirthschaftliche Briefe. Verlag Otto Wigand, Leipzig 1861.
- Der landwirthschaftliche Ertragsanschlag. Verlag Otto Wigand, Leipzig 1862.
- Der Landwirth in Bezug auf Familie, Gemeinde, Kirche und Staat. Verlag Georg Wigand, Leipzig 1863.
- Raubbau oder nicht? Verlag Georg Wigand, Leipzig 1865.
- Die rationelle Ernährung des Volkes. Mit besonderer Berücksichtigung der Beköstigung in Schulen, Seminarien, Arbeitshäusern und Armenhäusern. Verlag Georg Wigand, Leipzig 1866.
- Die Grundsätze der Züchtung für den kleineren Landwirth kurz zusammengefaßt. Ehrenfriedersdorf 1867; 2. Aufl. ebd. 1869.
- Landwirthschaftliches Lesebuch für den kleineren und angehenden Landwirt. Zugleich zum Unterricht in den landwirthschaftlichen Fortbildungsschulen. 2 Bände, Schönfeld’s Verlag, Dresden 1871.
- Für die Praxis. Landwirthschaftliche Vorträge und Abhandlungen. Verlag von Hugo Voigt, Leipzig 1879.
- Zur Kritik der Futtermittel. Verlag von Hugo Voigt, Leipzig 1879.
- Zur Cultur des Weizens. Verlag von Hugo Voigt, Leipzig 1879.
- Der Compost und seine Verwendung. Verlag von Hugo Voigt, Leipzig 1879.
- Der Landwirth und der wachsende Socialismus im Kreise seiner Arbeiter. Verlag Georg Wigand, Leipzig 1879.
- Die vier großen Productionsrichtungen der Landwirthschaft. Verlag von Hugo Voigt, Leipzig 1879.
- Tagebuch für den buchführenden und rechnenden Landwirth. Eine unentbehrliche Ergänzung zu jedem landwirthschaftlichen Kalender. Leipzig 1880.
- Die drei werbenden Faktoren der Landwirtschaft: Natur, Arbeit, Kapital. Ein Beitrag zur allgemeinen Landwirtschaftslehre. G. Schönfeld’s Verlagsbuchhandlung, Dresden 1892.